# Culex cornutus
Culex cornutus är en tvåvingeart som beskrevs av Edwards 1922. Culex cornutus ingår i släktet Culex och familjen stickmyggor. Inga underarter finns listade i Catalogue of Life.